# William Gillette
William Hooker Gillette (n. 24 iulie 1853, Hartford, Connecticut, SUA – d. 29 aprilie 1937, Hartford, Connecticut, SUA) a fost un actor-manager american, dramaturg și manager de teatru de la sfârșitul secolului al XIX-lea și începutul secolului al XX-șea. El este cel mai bine amintit pentru că l-a portretizat pe Sherlock Holmes pe scena teatrului și într-un film mut din 1916 despre care se credea că a fost pierdut  până când a fost redescoperit în 2014.